# Championnat National 2001-2002 (Algeria)
Il Campionato algerino di calcio 2001-02 è stato il 40º campionato algerino di calcio.

## Squadre partecipanti
| Società               | Città              | Stadio                        |
| --------------------- | ------------------ | ----------------------------- |
| AS Aïn M'lila         | Aïn M'lila         | Stade des Fréres Demane Debih |
| ASM Oran              | Orano              | Stade Habib Bouakeul          |
| Ca Batna              | Batna              | Stade 1er November 1954       |
| CA Bordj Bou Arreridj | Bordj Bou Arreridj | Stade 20 Août 1955            |
| CR Belouizdad         | Algeri             | Stade 20 Août 1955            |
| ES Sétif              | Sétif              | Stade 8 Mai 1945              |
| JS Kabylie            | Tizi Ouzou         | Stade 1er Novembre            |
| JSM Béjaïa            | Bugia              | Stade de l'Unité Maghrébine   |
| MC Alger              | Algeri             | Stade 5 Juillet 1962          |
| MC Oran               | Orano              | Stade Ahmet Zabana            |
| MO Constantine        | Costantina         | Stade Chahid Hamlaoui         |
| RC Kouba              | Kouba              | Stade Mohamed Benhaddad       |
| USM Alger             | Algeri             | Omar Hammadi Stadium          |
| USM Annaba            | Annaba             | Stade 19 Mai 1956             |
| USM Blida             | Blida              | Stade Mustapha Tchaker        |
| WA Tlemcen            | Tlemcen            | Stade Akit Lotfi              |

## Classifica finale
|  |     | Classifica finale 2001-2002 | Pti | G  | V  | N  | P  | GF | GS | DR  |
|  | --- | --------------------------- | --- | -- | -- | -- | -- | -- | -- | --- |
|  | 1.  | USM Alger                   | 57  | 30 | 17 | 6  | 7  | 37 | 24 | +13 |
|  | 2.  | JS Kabylie                  | 52  | 30 | 15 | 7  | 8  | 47 | 24 | +23 |
|  | 3.  | WA Tlemcen                  | 51  | 30 | 14 | 9  | 7  | 39 | 24 | +15 |
|  | 4.  | CR Belouizdad               | 51  | 30 | 16 | 4  | 10 | 45 | 31 | +14 |
|  | 5.  | MC Oran                     | 45  | 30 | 13 | 6  | 11 | 31 | 28 | +3  |
|  | 6.  | MO Constantine              | 44  | 30 | 13 | 5  | 12 | 28 | 30 | -2  |
|  | 7.  | CA Bordj Bou Arreridj       | 41  | 30 | 12 | 5  | 13 | 31 | 46 | -15 |
|  | 8.  | ES Sétif                    | 40  | 30 | 12 | 4  | 14 | 27 | 30 | -3  |
|  | 9.  | ASM Oran                    | 39  | 30 | 11 | 6  | 13 | 37 | 33 | +4  |
|  | 10. | USM Annaba                  | 39  | 30 | 11 | 6  | 13 | 31 | 43 | -12 |
|  | 11. | JSM Béjaïa                  | 38  | 30 | 9  | 11 | 10 | 21 | 27 | -6  |
|  | 12. | CA Batna                    | 37  | 30 | 10 | 7  | 13 | 25 | 29 | -4  |
|  | 13. | USM Blida                   | 36  | 30 | 10 | 8  | 12 | 37 | 28 | +9  |
|  | 14. | RC Kouba                    | 34  | 30 | 9  | 7  | 14 | 33 | 35 | -2  |
|  | 15. | MC Alger                    | 33  | 30 | 7  | 13 | 10 | 27 | 33 | -6  |
|  | 16. | As Aïn M'lila               | 23  | 30 | 5  | 8  | 17 | 15 | 46 | -31 |

### Verdetti
- USM Alger campione d'Algeria 2001-2002 e qualificata in Champions League 2003.
- JS Kabylie qualificata in Torneo del Principe Faysal bin Fahad per club arabi 2003.
- MC Alger e ASïn M'lila retrocesse in Seconda Divisione algerina 2002-2003.